# Дроздов, Анатолий Фёдорович (писатель)
Анатолий Фёдорович Дроздов (род. 4 мая 1955, Чаусы, Могилёвская область) — белорусский писатель-фантаст, журналист, член Союза писателей Беларуси.

## Биография
Происходит из семьи служащих. Мать, Дроздова Ольга Семёновна, работала в районном отделе статистики, умерла в 1975 году в возрасте 48 лет. Отец, Дроздов Фёдор Иванович, работал бухгалтером на Чаусском льнозаводе, умер в 2006 году.
В 1972 году Дроздов окончил Чаусскую СШ № 1 с золотой медалью.
Переехав в Минск, работал на авторемонтном заводе слесарем и учился на вечернем отделении политехнического института (не завершив учёбу) с 1972 по 1976 год. Срочную службу проходил в пограничных войсках (1973—1975 годы).
В 1982 году окончил Литературный институт (семинар В. И. Амлинского). Получил специальность по диплому «литературный работник».
В мае 1986 года призван из запаса для ликвидации последствий аварии на Чернобыльской АЭС; служил шесть месяцев; был награждён медалью «За отличие в воинской службе» 2-й степени.
С 1979 года — журналист в газетах: «Трактор», «На страже Октября», «Советская Белоруссия» (1979—1988), в газете «Республика» (1991—1994 и 1996—1997), главный редактор газеты «Путешественник» (1994—1996), с 2012 года — обозреватель журнала «Беларуская думка».
В период с 1988 по 1991 год работал на факультете журналистики БГУ.
В 1997—2012 годах работал в Национальном банке Республики Беларусь начальником управления информации и пресс-секретарём. Государственный служащий 1 класса.
С апреля 2017 года — пенсионер.

## Личная жизнь
Женат, жена — стоматолог, дочь — кандидат исторических наук, работает в банке.

## Писательская деятельность
Активно писать начал на военной службе. Первые повести были о пограничниках. Пробовал силы в жанре детектива и фэнтези. В конце 1990-х годов на несколько лет оставил литературу. Вернулся к творчеству в 2003 году, написав роман «Изумруд Люцифера». Как прозаик, начал печататься в 1985 года в журнале «Пограничник». Автор ряда повестей и рассказов, а также более 40 фантастических романов, наиболее известные из которых:
- «Интендант третьего ранга»[3]
  - с продолжением «Herr Интендантуррат»[4],
- «Господин военлёт» («Листок на воде»)[5],
- «Рота Его Величества»[6],
- «Самец взъерошенный»,
- «Реваншист»,
- «Обезьяна с гранатой»;

трилогии:
- «Зауряд-врач» («Зауряд-врач»[7], «Лейб-хирург»[8], «Князь Мещерский»[9]);
- «Штуцер и тесак» («Штуцер и тесак»[10], «Пистоль и шпага»[11], «Кровь на эполетах»[12]).

В 2015 году, в соавторстве с Андреем Муравьёвым, написал роман «Непрощённые».
Суммарный тираж книг — свыше 250 тыс. экземпляров.

## Награды
- 1986 год — Награждён медалью «За отличие в воинской службе» 2-й степени — за участие в ликвидации Чернобыльской катастрофы.
- 2010 год — Почётная грамота Национального собрания (парламента) Республики Беларусь.
- 2008 год — Победитель конкурса «Триммера-2008» за роман «Денарий кесаря»[2].
- 2010 год — Победитель конкурса «Грани кристалла-2010» за повесть «Смок — боевой змей».
- 2020 год — Диплом портала «ЛитРес» «Лучший автор 2020 по мнению читателей» в категории «Художественная литература», номинация «Май».
- 2024 год — Серебряный знак портала "Author.today" как автору с многомиллионным рейтингом читателей.
- Примечания

1. 1 2  Дроздов Анатолий Федорович // https://www.biografija.ru/biography/drozdov-anatolij-fedorovich.htm
2. 1 2  Дроздов А. Ф. Дата обращения: 28 ноября 2012. Архивировано из оригинала 10 июня 2013 года.
3. ↑  Виталий Шишикин. Анатолий Дроздов «Интендант третьего ранга» Две жизни // Мир фантастики. — 2010. — Сентябрь (№ 85). Архивировано 30 января 2019 года.
4. ↑  Виталий Шишикин. Анатолий Дроздов «Herr Интендантуррат» // Мир фантастики. — 2011. — Май (№ 93). Архивировано 30 января 2019 года.
5. ↑  Виталий Шишкин. Анатолий Дроздов «Господин военлёт» // Мир фантастики. — 2011. — Август (№ 96). Архивировано 30 января 2019 года.
6. ↑  Виталий Шишикин. Анатолий Дроздов «Рота Его Величества» // Мир фантастики. — 2012. — Июнь (№ 106). Архивировано 30 января 2019 года.
7. ↑  «Зауряд-врач #1». Дата обращения: 4 мая 2022. Архивировано 10 октября 2021 года.
8. ↑  «Лейб-хирург». (недоступная ссылка)
9. ↑  Князь Мещерский // Анатолий Дроздов // Роман / Альтернативная история // Цикл: Зауряд-врач #3. Дата обращения: 15 апреля 2022. Архивировано 5 октября 2020 года.
10. ↑  «Штуцер и тесак».
11. ↑  «Штуцер и тесак 2. Пистоль и шпага»
12. ↑  «Кровь на эполетах». Дата обращения: 20 апреля 2022. Архивировано 14 июня 2022 года.
13. ↑  Дроздов Анатолий Федорович. Библиография. Дата обращения: 28 ноября 2012. Архивировано 16 ноября 2012 года.